# 让·古诺
让·古诺（法語：Jean Gounot，1894年4月9日—1978年1月16日），法国男子竞技体操运动员。他曾获得1924年夏季奥运会男子团体全能银牌和1920年夏季奥运会男子个人全能铜牌。他也参加了1928年夏季奥运会。